# Estonie aux Jeux olympiques de la jeunesse d'hiver de 2012
L'Estonie a participé aux Jeux olympiques de la jeunesse d'hiver de 2012 à Innsbruck en Autriche du 13 au 22 janvier 2012. L'équipe estonienne était composée de 17 athlètes dans 7 sports.

## Médaillés
| Médaille | Nom         | Sport    | Épreuve          | Date       |
| -------- | ----------- | -------- | ---------------- | ---------- |
| Argent   | Rene Zahkna | Biathlon | Sprint hommes    | 15 janvier |
| Argent   | Rene Zahkna | Biathlon | Poursuite hommes | 16 janvier |

## Résultats

### Ski alpin
L'Estonie a qualifié un homme et une femme en ski alpin.
Homme
| Athlète    | Épreuve      | Finale        | Finale      | Finale        | Finale      |
| Athlète    | Épreuve      | Manche 1      | Manche 2    | Total         | Rang        |
| ---------- | ------------ | ------------- | ----------- | ------------- | ----------- |
| Tonis Luik | Slalom       | 42 s 45       | 40 s 97     | 1 min 23 s 42 | 14          |
| Tonis Luik | Slalom géant | 59 s 72       | 55 s 80     | 1 min 55 s 52 | 9           |
| Tonis Luik | Super-G      |               |             | 1 min 09 s 00 | 28          |
| Tonis Luik | Combiné      | 1 min 06 s 98 | Disqualifié | Disqualifié   | Disqualifié |

Femme
| Athlète    | Épreuve      | Finale           | Finale           | Finale           | Finale           |
| Athlète    | Épreuve      | Manche 1         | Manche 2         | Total            | Rang             |
| ---------- | ------------ | ---------------- | ---------------- | ---------------- | ---------------- |
| Triin Tobi | Slalom       | 46 s 74          | 42 s 73          | 1 min 29 s 47    | 14               |
| Triin Tobi | Slalom géant | 1 min 03 s 49    | 1 min 03 s 18    | 2 min 06 s 67    | 27               |
| Triin Tobi | Super-G      |                  |                  | N'a pas terminée | N'a pas terminée |
| Triin Tobi | Combiné      | N'a pas terminée | N'a pas terminée | N'a pas terminée | N'a pas terminée |

### Biathlon
L'Estonie a qualifié une équipe complète en biathlon avec 2 hommes et 2 femmes.
Hommes
| Athlète     | Épreuve   | Finale        | Finale  | Finale |
| Athlète     | Épreuve   | Temps         | Manqués | Rang   |
| ----------- | --------- | ------------- | ------- | ------ |
| Tarvi Sikk  | Sprint    | 21 min 29 s 5 | 2       | 20     |
| Tarvi Sikk  | Poursuite | 34 min 42 s 6 | 9       | 34     |
| Rene Zahkna | Sprint    | 19 min 43 s 0 | 1       | 2      |
| Rene Zahkna | Poursuite | 28 min 51 s 6 | 4       | 2      |

Femmes
| Athlète        | Épreuve   | Finale        | Finale  | Finale |
| Athlète        | Épreuve   | Temps         | Manqués | Rang   |
| -------------- | --------- | ------------- | ------- | ------ |
| Meril Beilmann | Sprint    | 19 min 46 s 6 | 3       | 21     |
| Meril Beilmann | Poursuite | 33 min 00 s 3 | 6       | 21     |
| Maarja Maranik | Sprint    | 19 min 58 s 7 | 3       | 25     |
| Maarja Maranik | Poursuite | 34 min 22 s 9 | 9       | 33     |

Mixte
| Athlète                                                  | Épreuve                           | Finale            | Finale  | Finale |
| Athlète                                                  | Épreuve                           | Temps             | Manqués | Rang   |
| -------------------------------------------------------- | --------------------------------- | ----------------- | ------- | ------ |
| Maarja Maranik Meril Beilmann Tarvi Sikk Rene Zahkna     | Relais mixte                      | 1 h 17 min 29 s 3 | 4+18    | 8      |
| Meril Beilmann Kelly Vainlo Rene Zahkna Andreas Veerpalu | Relais mixte ski de fond/biathlon | 1 h 06 min 37 s 7 | 0+4     | 8      |

### Ski de fond
L'Estonie a qualifié un homme et une femme.
Homme
| Athlète          | Épreuve      | Finale        | Finale |
| Athlète          | Épreuve      | Temps         | Rang   |
| ---------------- | ------------ | ------------- | ------ |
| Andreas Veerpalu | 10 km hommes | 30 min 42 s 2 | 8      |

Femme
| Athlète      | Épreuve     | Finale        | Finale |
| Athlète      | Épreuve     | Temps         | Rang   |
| ------------ | ----------- | ------------- | ------ |
| Kelly Vainlo | 5 km femmes | 16 min 40 s 1 | 21     |

Sprint
| Athlète          | Épreuve       | Qualification | Qualification | Quart de finale | Quart de finale | Demi-finale   | Demi-finale   | Finale        | Finale        |
| Athlète          | Épreuve       | Total         | Rang          | Total           | Rang            | Total         | Rang          | Total         | Rang          |
| ---------------- | ------------- | ------------- | ------------- | --------------- | --------------- | ------------- | ------------- | ------------- | ------------- |
| Andreas Veerpalu | Sprint hommes | 1 min 47 s 87 | 20 Q          | 1 min 48 s 0    | 3               | Non qualifié  | Non qualifié  | Non qualifié  | Non qualifié  |
| Kelly Vainlo     | Sprint femmes | 2 min 11 s 62 | 30 Q          | 2 min 07 s 3    | 5               | Non qualifiée | Non qualifiée | Non qualifiée | Non qualifiée |

Mixte
| Athlète                                                  | Épreuve                           | Finale            | Finale  | Finale |
| Athlète                                                  | Épreuve                           | Temps             | Manqués | Rang   |
| -------------------------------------------------------- | --------------------------------- | ----------------- | ------- | ------ |
| Meril Beilmann Kelly Vainlo Rene Zahkna Andreas Veerpalu | Relais mixte ski de fond/biathlon | 1 h 06 min 37 s 7 | 0+4     | 8      |

### Curling
L'Estonie a qualifié une équipe mixte.
Équipe
Skip: Sander Rõuk

Third: Robert Päll

Second: Kerli Zirk

Lead: Marie Turmann

### Équipe mixte
| Groupe Bleu        | Skip             | V | D |
| ------------------ | ---------------- | - | - |
| États-Unis         | Korey Dropkin    | 7 | 0 |
| Suisse             | Michael Brunner  | 6 | 1 |
| République tchèque | Marek Černovský  | 4 | 3 |
| Chine              | Bai Yang         | 3 | 4 |
| Norvège            | Markus Skogvold  | 3 | 4 |
| Corée du Sud       | Kang Sue-yeon    | 2 | 5 |
| Nouvelle-Zélande   | Luke Steele      | 2 | 5 |
| Estonie            | Robert-Kent Päll | 1 | 6 |

| C                      | 1 | 2 | 3 | 4 | 5 | 6 | 7 | 8 | 9 | 10 | Total |
| ---------------------- | - | - | - | - | - | - | - | - | - | -- | ----- |
| Estonie (Päll)         | 0 | 0 | 0 | 0 | 1 | 0 | X | X |   |    | 1     |
| États-Unis (Dropkin) X | 2 | 2 | 1 | 4 | 0 | 1 | X | X |   |    | 10    |

| D                              | 1 | 2 | 3 | 4 | 5 | 6 | 7 | 8 | 9 | 10 | Total |
| ------------------------------ | - | - | - | - | - | - | - | - | - | -- | ----- |
| République tchèque (Černovský) | 0 | 2 | 0 | 2 | 0 | 3 | 2 | X |   |    | 9     |
| Estonie (Päll) X               | 2 | 0 | 1 | 0 | 1 | 0 | 0 | X |   |    | 4     |

| A                  | 1 | 2 | 3 | 4 | 5 | 6 | 7 | 8 | 9 | 10 | Total |
| ------------------ | - | - | - | - | - | - | - | - | - | -- | ----- |
| Suisse (Brunner) X | 1 | 3 | 3 | 3 | 2 | 0 | X | X |   |    | 12    |
| Estonie (Päll)     | 0 | 0 | 0 | 0 | 0 | 1 | X | X |   |    | 1     |

| B                           | 1 | 2 | 3 | 4 | 5 | 6 | 7 | 8 | 9 | 10 | Total |
| --------------------------- | - | - | - | - | - | - | - | - | - | -- | ----- |
| Nouvelle-Zélande (Steele) X | 0 | 2 | 0 | 2 | 2 | 0 | 0 | 1 |   |    | 7     |
| Estonie (Päll)              | 1 | 0 | 1 | 0 | 0 | 1 | 3 | 0 |   |    | 6     |

| D                   | 1 | 2 | 3 | 4 | 5 | 6 | 7 | 8 | 9 | 10 | Total |
| ------------------- | - | - | - | - | - | - | - | - | - | -- | ----- |
| Estonie (Päll) X    | 2 | 0 | 1 | 0 | 0 | 1 | 1 | 2 |   |    | 7     |
| Corée du Sud (Kang) | 0 | 0 | 0 | 3 | 2 | 0 | 0 | 0 |   |    | 5     |

| C              | 1 | 2 | 3 | 4 | 5 | 6 | 7 | 8 | 9 | 10 | Total |
| -------------- | - | - | - | - | - | - | - | - | - | -- | ----- |
| Chine (Bai) X  | 0 | 2 | 0 | 2 | 1 | 0 | 0 | 2 |   |    | 7     |
| Estonie (Päll) | 0 | 0 | 2 | 0 | 0 | 0 | 1 | 0 |   |    | 3     |

| B                    | 1 | 2 | 3 | 4 | 5 | 6 | 7 | 8 | 9 | 10 | Total |
| -------------------- | - | - | - | - | - | - | - | - | - | -- | ----- |
| Estonie (Päll)       | 2 | 0 | 1 | 0 | 0 | 0 | X | X |   |    | 3     |
| Norvège (Skogvold) X | 0 | 1 | 0 | 2 | 2 | 3 | X | X |   |    | 8     |

### Doubles mixtes
16e de finale
| D                                           | 1 | 2 | 3 | 4 | 5 | 6 | 7 | 8 | 9 | 10 | Total |
| ------------------------------------------- | - | - | - | - | - | - | - | - | - | -- | ----- |
| Mikhail Vaskov (RUS) Zuzana Hrůzová (CZE) X | 0 | 5 | 1 | 1 | 1 | 1 | 1 | X |   |    | 10    |
| Marie Turmann (EST) Alessandro Zoppi (ITA)  | 3 | 0 | 0 | 0 | 0 | 0 | 0 | X |   |    | 3     |

| A                                         | 1 | 2 | 3 | 4 | 5 | 6 | 7 | 8 | 9 | 10 | Total |
| ----------------------------------------- | - | - | - | - | - | - | - | - | - | -- | ----- |
| Elena Stern (SUI) Sander Rõuk (EST) X     | 2 | 0 | 0 | 0 | 1 | 0 | X | X |   |    | 3     |
| Korey Dropkin (USA) Marina Verenich (RUS) | 0 | 2 | 1 | 4 | 0 | 6 | X | X |   |    | 13    |

| C                                                  | 1 | 2 | 3 | 4 | 5 | 6 | 7 | 8 | 9 | 10 | Total |
| -------------------------------------------------- | - | - | - | - | - | - | - | - | - | -- | ----- |
| Robert-Kent Päll (EST) Emily Gray (CAN)            | 0 | 0 | 0 | 2 | 0 | 0 | 0 | X |   |    | 2     |
| Anastasia Moskaleva (RUS) Tsukasa Horigome (JPN) X | 1 | 1 | 3 | 0 | 1 | 1 | 1 | X |   |    | 8     |

| B                                              | 1 | 2 | 3 | 4 | 5 | 6 | 7 | 8 | 9 | 10 | Total |
| ---------------------------------------------- | - | - | - | - | - | - | - | - | - | -- | ----- |
| Stine Haalien (NOR) Alexandr Korshunov (RUS) X | 0 | 0 | 0 | 0 | 1 | 0 | 0 | X |   |    | 1     |
| Rasmus Wranå (SWE) Kerli Zirk (EST)            | 1 | 3 | 1 | 1 | 0 | 1 | 1 | X |   |    | 8     |

8e de finale
| D                                            | 1 | 2 | 3 | 4 | 5 | 6 | 7 | 8 | 9 | 10 | Total |
| -------------------------------------------- | - | - | - | - | - | - | - | - | - | -- | ----- |
| Duncan Menzies (GBR) Taylor Anderson (USA) X | 1 | 0 | 0 | 2 | 1 | 0 | 0 | 2 |   |    | 6     |
| Rasmus Wranå (SWE) Kerli Zirk (EST)          | 0 | 1 | 1 | 0 | 0 | 1 | 1 | 0 |   |    | 4     |

### Patinage artistique
L'Estonie a qualifié trois athlètes (un couple pour la danse sur glace et une femme en compétition individuelle).
| Athlète                              | Épreuve           | PC/DO  | PC/DO | PL/DL  | PL/DL | Total | Rang |
| Athlète                              | Épreuve           | Points | Rang  | Points | Rang  | Total | Rang |
| ------------------------------------ | ----------------- | ------ | ----- | ------ | ----- | ----- | ---- |
| Sindra Kriisa                        | Individuel femmes | 34,43  | 13    | 58,00  | 15    | 92,43 | 15   |
| Andrei Davodov Victoria-Laura Lohmus | Danse sur glace   | 26,67  | 12    | 44,11  | 10    | 70,78 | 12   |

Mixte
| Athlètes                                                                                       | Épreuve             | Hommes | Hommes | Hommes | Femmes | Femmes | Femmes | Danse sur glace | Danse sur glace | Danse sur glace | Total  | Total |
| Athlètes                                                                                       | Épreuve             | Score  | Rang   | Points | Score  | Rang   | Points | Score           | Rang            | Points          | Points | Rang  |
| ---------------------------------------------------------------------------------------------- | ------------------- | ------ | ------ | ------ | ------ | ------ | ------ | --------------- | --------------- | --------------- | ------ | ----- |
| Équipe 7 June Hyoung Lee (KOR) Micol Cristini (ITA) Victoria-Laura Lohmus/Andrei Davodov (EST) | Trophée par équipes | 109,30 | 3      | 6      | 65,60  | 6      | 3      | 45,60           | 6               | 3               | 12     | 7     |
| Équipe 8 Timofei Novaikin (FRA) Sindra Kriisa (EST) Aleksandra Nazarova/Maxim Nikitin (UKR)    | Trophée par équipes | 99,56  | 4      | 5      | 58,52  | 8      | 1      | 78,44           | 2               | 7               | 13     | 4     |

### Combiné nordique
L'Estonie a qualifié un homme.
Homme
| Athlète        | Épreuve           | Saut à ski | Saut à ski | Ski de fond | Ski de fond   | Finale        | Finale |
| Athlète        | Épreuve           | Points     | Rang       | Retard      | Temps ski     | Total temps   | Rang   |
| -------------- | ----------------- | ---------- | ---------- | ----------- | ------------- | ------------- | ------ |
| Kristjan Ilves | Individuel hommes | 124,5      | 8          | 0 min 52    | 26 min 50 s 9 | 27 min 42 s 9 | 7      |

### Saut à ski
L'Estonie a qualifié un homme.
Homme
| Athlète    | Épreuve           | 1er saut | 1er saut | 2e saut  | 2e saut | Total  | Total |
| Athlète    | Épreuve           | Distance | Points   | Distance | Points  | Points | Rang  |
| ---------- | ----------------- | -------- | -------- | -------- | ------- | ------ | ----- |
| Rauno Loit | Individuel hommes | 65,5 m   | 103,5    | 65,5 m   | 105,5   | 207,0  | 13    |